# Europa (Oceanina)
Europa (in greco antico: Εὐρώπη?, Eurṓpē) è un personaggio della mitologia greca. È una ninfa oceanina.

## Genealogia
Figlia di Oceano e Teti, fu la madre di Dodone avuto da Zeus.

## Mitologia
Viene descritta da Esiodo come una donna bellissima.
Europa era una delle tremila oceanine, sorelle dei potamoi.
I genitori di questa furono gli unici che non parteciparono alla guerra dei titani contro Zeus e per questo fu lasciato loro il potere sul mare.
Secondo Acestodoro (citato da Stefano di Bisanzio) la figlia Dodone e il probabile eponimo della città di Dodona, ma lo stesso Stefano di Bisanzio conclude che è più probabile che la città sia stata chiamata così per la sua vicinanza al fiume Dodon, parere questo proveniente da Erodoto.